# Wilderness (miniserie)
Wilderness är en brittisk miniserie från 1996 i regi av Ben Bolt, med Amanda Ooms i huvudrollen som Alice White.